# Parc national de Kokshetau
Le parc national de Kokshetau (каз. «Көкшета́у» мемлекетті́к ұлтты́қ табиғи́ паркі́) est un parc national du District de Zerendi de l'Oblys d'Aqmola et le District d'Ayirtau du Kazakhstan-Septentrional du Kazakhstan. Il a été mis en place par la résolution N°415 du gouvernement le 10 avril 1996.

## Relief
Le parc est situé sur des collines de basse altitude. Les reliefs les plus élevés sont la colline Zerenda (588 m), la colline Imantau (ru) (661 m), la colline Ayirtau (523 m) et le massif Sarymbek (409 m). 

## Climat
Le territoire du parc est situé dans une zone naturelle de steppes et de steppes boisées. Le climat y est continental. La température en janvier varie de -5 à -35 °C, et la température en juillet de 3 à 27 °C. Les précipitations annuelles sont de 250 à 310 mm dans la plaine, et jusqu'à 440 mm en altitude. La période sans gel dure 120 jours. En été, le parc est sujet à des averses et à des orages.
Le printemps, bref (de 20 à 30 jours), commence habituellement mi-avril. Il est frais et sec, avec des retours de froid ponctuels dus à la fonte des neiges. En mai, des gelées peuvent parfois être observées. L'été, chaud et sec, en dépit de précipitations significatives, dues à des averses rares mais intenses. La température moyenne en juin est de 18 à 20 °C, et le maximum absolu est à 38-40 °C. Dominé par les anticyclones, l'air est limpide et légèrement humide. Les vents du Sud-Ouest sont secs. Les précipitations les plus abondantes sont en automne. L'automne est nuageux, souvent pluvieux, avec des gelées potentiellement dès mi-septembre ; mi-octobre, la température se trouve en dessous de +5 °C. Fin octobre, les premières neiges sont observées. L'hiver est froid et sec. La température moyenne en janvier est de -17 °C ; des températures jusqu'à -30 °C peuvent être observées en cas d'anticyclones. Les blizzards sont fréquents.

## Faune et flore
Le monde animal du parc de Kokshetau est très riche, comptant 282 espèces de vertébrés, dont 47 de mammifères, 216 d'oiseaux, 7 de reptiles et 12 de poissons. Parmi les mammifères, le wapiti, le cerf, l'ours et le loup peuvent être observés dans les forêts. Les steppes abritent une faune typique de la taïga sibérienne, comme l'élan, le lynx, la marte, le lièvre blanc, et l'hermine, ainsi que le renard corsac, le lièvre gris et le putois des steppes. 220 espèces d'insectes ont été observées.
La végétation sur le territoire du parc est variée et intimement liée aux paysages de la région. Trois types de complexes naturels peuvent être distingués : la végétation de forêt, la végétation de steppe, et la végétation de prairie. 60 % de la superficie du parc est couverte de forêts, riches en baies et en champignons.
Sur le territoire du parc se trouvent treize monuments naturels d'importance nationale : le Promontoire Vert, la Colline Smolnaya, la Colline Strekatch, le Promontoire Cramoisi, la Colline « en Feu », la Colline « Deux frères », la Colline Aigue, la Cascade sur la grotte, la Colline désagrégée, l'île sur le lac Imantau, la Colline « Point de vue », la Colline « Marmitte », le Massif Relique.

## Activités du parc
Principales tâches :
- Préservation du milieu naturel ainsi que des lieux historiques et culturels
- Mise en place de méthodes de conservation de la nature tout en permettant les activités de loisir
- Restauration des objets patrimoniaux et des milieux naturels
- Éducation et sensibilisation des visiteurs aux questions environnementales
- Surveillance de l'environnement

## Liens
- Résolution du gouvernement de la République du Kazakhstan «De la liste confirmée des territoires spéciaux de conservation de la nature d'importance nationale»